# NGC 1074
NGC 1074 è una vasta galassia a spirale intermedia situata nella costellazione della Balena, a una distanza di circa 359 milioni di anni luce dalla nostra Via Lattea.

## Scoperta
La galassia è stata scoperta il 28 novembre 1885 dall'astronomo statunitense Francis Leavenworth.

## Descrizione
NGC 1074 ha una classe di luminosità I-II e presenta una larga riga a 21 cm dell'idrogeno neutro.
Data la sua luminosità superficiale pari a 15,34, NGC 1074 può essere classificata come una galassia a bassa luminosità superficiale (nella letteratura in lingua inglese abbreviata in LSB, acronimo di Low Surface Brightness). Le galassie LSB sono galassie di tipo diffuso (D) con una luminosità superficiale inferiore di almeno una magnitudine a quella del cielo notturno circostante.